# Юмагулова, Венера Ахметовна
Юмагулова Венера Ахметовна (родилась 17.9.1955, д. Новая Альдашла Гафурийского района БАССР) — кинорежиссёр, тележурналист, заслуженный деятель искусств Республики Башкортостан (2006); член Союза журналистов Республики Башкортостан (2002); действительный член Евразийской Академии Телевидения и Радио.

## Биография
Юмагулова Венера Ахметовна родилась 17 сентября 1955 года в деревне Новая Альдашла Гафурийского района БАССР.
В 1982 году успешно окончила Казанский государственный институт культуры, обучалась на курсах Ш. М. Сарымсакова.
1995 году обучалась в Московском Институте повышения квалификации работников ТВ, занималась на курсах Б. С. Каплана.
С 1982 работает в Башкирском сельскохозяйственном институте, с 1987 года начала работать в ГТРК «Башкортостан».

## Творчество
Фильмы Юмагуловой посвящены самобытной культуре Башкортостана, его природе.
В ГТРК «Башкортостан» она начала работать ассистентом режиссера, работала режиссером общественно-политических и художественных программ, комментатором, художественным руководителем утренних программ телевидения, руководителем спортивно-развлекательных программ. Является автор многих музыкальных программ и фильмов о композиторах, деятелях культуры и искусства республики.

## Участие в Международных телевизионных фестивалях
Автор телевизионной передачи «Распахнись, душа!» (2000—2006). За этот цикл передач стала лауреатом Международного телевизионного конкурса «Лучшие программы Содружества» в г. Алма-Ата, Казахстан (2005).
В 2007 году за фильм «Зилимские бабушки» стала лауреатом Международного Сычуаньского телевизионного фестиваля в г. Чэнду (Китай) и Фестиваля телевизтонного творчества «Prix Visionica» в г. Вроцлав (Польша). оба — 2007).
На 41-м Международном телевизионном фестивале «Злата Прага» в 2004 году документально-музыкальный фильм Венеры Юмагуловой «Свет во тьме» был удостоен специального приза фонда Дагмар и Вацлава Гавелов «VISION 97». В том же году её работы отмечены на Фестивале «Золотой ларец» в Пловдиве и Седьмом Евразийском Телефоруме в Москве